# Johannes Sole Pedersen
Johannes Sole Pedersen (født 22. december 1930 i Hedensted, død 27. december 2018 i Esbjerg), lærer og sløjdmand, senest sløjdlærerskoleforstander. 
- 1952 lærereksamen
- 1955 sløjdlærereksamen
- 1956-57 sløjdlærereksamen i metalsløjd
- 1960-72 leder af metalsløjduddannelsen i Askov
- 1972-93 forstander på Askov Sløjdlærerskole og Sløjdhøjskolen i Esbjerg
- 1975-93 medlem af Sløjdlærernes Fællesrepræsentation

Forud for ansættelsen som forstander var Sole Pedersen overlærer ved Esbjerg skolevæsen. 
Han har siddet i bestyrelsen for Sløjdforeningen af 1902.
Med udgangspunkt i Askov Skolesløjd har Sole Pedersen været med i udviklingen til nuværende skolesløjd, der ikke er opdelt i fortidens retninger.
Sole Pedersen boede i Esbjerg.